# Катрін Бенінґ-Ґазе
Катрін Бенінґ-Ґазе (* 22 грудня 1964 року, Оберкохен) — німецька біологиня, фахівчиня з орнітології, професорка Університету Йоганна Вольфганга Ґете у Франкфурті-на-Майні, директорка Центру дослідження біорізноманіття та клімату Зенкенберга (BiK-F) і булав віце-президенткою Асоціації Лейбніца. Бенінґ-Ґазе працює над екологією тварин, макроекологією, екологією громади та соціально-екологічними системами.

## Життєпис
Катрін Бенінґ-Ґазе розпочала свою відданість справі збереження природи та біорізноманіття в 1984 році, отримавши ступінь з біології в Університеті Еберхарда Карла в Тюбінгені. Вона написала свою дипломну роботу про харчову екологію білого лелеки (C. ciconia) у Верхній Швабії разом із зоологом Клаусом Шмідтом-Кеніґом. Разом з ним вона також захистила докторську дисертацію про причини довгострокових тенденцій популяції європейських і північноамериканських співочих птахів у континентальному масштабі, закінчивши її в 1993 році. З 1993 року працювала постдоктором на орнітологічній станції в Радольфцеллі з Петером Бертольдом. З 1996 року вона працювала науковцем у Рейносько-Вестфальського університету на кафедрі зоології/фізіології тварин у рамках стипендії Німецького дослідницького фонду (DFG).
Потім вона написала диплом із зоології в Тюбінгенському університеті на тему «Мікро- та макроекологічні підходи до розуміння спільнот видів». З 1999 по 2001 рік вона працювала в рамках програми Гейзенберґа Німецького дослідницького фонду (DFG) у RWTH Aachen, також у зоології/фізіології тварин.
З 2001 по 2010 рік вона була професоркою екології С3 в Університеті Йоганна Гутенберга в Майнці. У 2010 році Катрін Бенінґ-Ґазе стала професоркою (W3) і директоркою BiK-F у Франкфурті-на-Майні. З 2017 по 2021 рік Катрін Бенінґ-Ґазе була одним із чотирьох віце-президентів Асоціації Лейбніца.

## Почесні звання та членство (вибір)
Бенінґ-Ґазе отримала численні нагороди та гранти за свої проекти. Вона кілька разів була в різних університетах за кордоном для польової роботи та наукових візитів. Зараз вона є прес-секретаркою фінансованої DFG дослідницької групи «Роль природи для добробуту людини в соціально-екологічній системі Кіліманджаро (Kili-SES)» на горі Кіліманджаро в Танзанії. З 2018 року є членом Сенатської комісії з фундаментальних питань біологічного різноманіття Німецького дослідницького фонду. З 2011 по 2013 роки вона була членом Національного комітету з дослідження глобальних змін. У 2015 році вона була обрана до Академії наук і літератури в Майнці та до Леопольдіни. Разом з Гансом Йостеном у 2021 році вона отримала екологічну премію Федерального фонду охорони навколишнього середовища. У січні 2023 року її призначили до Ради зі сталого розвитку, яка консультує федеральний уряд з питань сталого розвитку.

## Публікації (вибірка)
- Friederike Bauer und Katrin Böhning-Gaese: Vom Verschwinden der Arten: Der Kampf um die Zukunft der Menschheit. Klett-Cotta, Stuttgart 2023, ISBN 978-3-608-98669-3.
- Methorst, J., K. Rehdanz, T. Müller, B. Hansjürgens, A. Bonn, and K. Böhning-Gaese (2021): The importance of species diversity for human well-being in Europe. Ecological Economics 181: 106917.
- Schleuning, M., E.-L. Neuschulz, J. Albrecht, I. M. A. Bender, D. E. Bowler, D. M. Dehling, S. A. Fritz, C. Hof, T. Müller, L. Nowak, M. C. Sorensen, K. Böhning-Gaese, and W. D. Kissling (2020): Trait-based assessments of climate-change impacts on interacting species. Trends in Ecology & Evolution 35: 319—328.
- Tucker, M. A., K. Böhning-Gaese, …, T. Mueller (2018): Moving in the Anthropocene: Global reductions in terrestrial mammalian movements. Science 359: 466—469.
- Bowler, D. E., …, and K. Böhning-Gaese (2017): Cross-realm assessment of climate change impacts on species’ abundance trends. Nature Ecology & Evolution 1: 0067.
- Neuschulz, E. L., T. Mueller, M. Schleuning, and K. Böhning-Gaese (2016): Pollination and seed dispersal are the most threatened processes of plant regeneration. Scientific Reports: 29839.
- Ferger, S., M. Schleuning, A. Hemp, K. M. Howell, and K. Böhning-Gaese (2014): Food resources and vegetation structure mediate climatic effects on species richness of birds. Global Ecology and Biogeography 23: 541—549.

## Веб-посилання
- Бібліографія. Катрін Бенінґ-Ґазе // Німецька національна бібліотека
- Scopus-Profil